# Misha Mengelberg
Pour les articles homonymes, voir Mengelberg.
Misha Mengelberg  est un compositeur et pianiste de jazz néerlandais, né le  5 juin 1935 à Kiev et mort le 3 mars 2017 à Amsterdam.

## Biographie

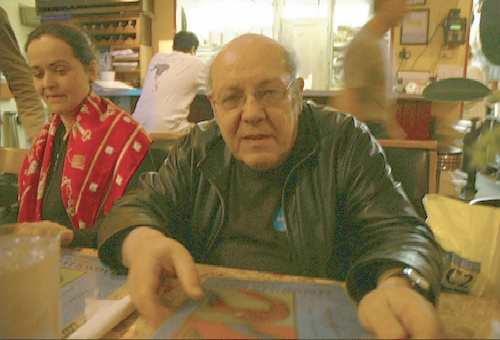
Misha Mengelberg à Austin (Texas) en 2006.

Misha Mengelberg est né à Kiev en Ukraine. Il est le fils du chef d'orchestre Karel Mengelberg, lui-même neveu du chef d'orchestre Willem Mengelberg. Il étudie brièvement l'architecture avant d'entrer au conservatoire royal de La Haye où il étudie la musique de 1958 à 1964. Durant cette période, il gagne un premier prix au festival de jazz de Loosdrecht, et participe au mouvement Fluxus.
Ses premières influences sont Thelonious Monk, Duke Ellington et John Cage, dont il suivra les cours à Darmstadt.
Mengelberg remporte le Prix international Gaudeamus des compositeurs en 1961.

## Discographie
- 1979: Pech Onderweg (BV Haast)
- 1982: Musica Per 17 Instrumenti / 3 Intermezzi /Omtrent Een Componistenactie Composer's Voice
- 1994: Impromptus (FMP)
- 1997: Misha Mengelberg (I Dischi Di Angelica)
- 1997: The Root Of The Problem (hatOLOGY)
- 1999: Two Days In Chicago (hatOLOGY)
- 2000: Solo (Buzz)
- 2005: Senne Sing Song (Tzadik)